# هنري لوران
هنري لوران (بالفرنسية: Henri Laurent)‏ هو مبارز بالسيف فرنسي، ولد في 1 أبريل 1881 في Beaulieu-sur-Loire ‏ في فرنسا، وتوفي في 14 فبراير 1954 في Void-Vacon ‏ في فرنسا.

## وصلات خارجية
- هنري لوران على موقع أوليمبيديا (الإنجليزية)